# Æbelholt Klostermuseum
Æbelholt Klostermuseum er et kulturhistorisk museum ved Æbelholt Kloster i Nordsjælland. Museet udstiller bl.a. en del af de skeletter, der blev fundet ved udgravninger på klostertomten i 1930'erne og 1950'erne. Museet er en del af Museum Nordsjælland.
Museet er åbent fra maj til oktober.

## Udstilling
Skeletterne i udstillingen er udvalgt så det kan belyse sygdomme, levevilkår og dødsårsager i middelalderen. Samtlige kranier med krigslæsioner og mange underarmsknogler med såkaldte parérbrud er også udstillet. Desuden er der udstillet en del genstande, som er fundet ved udgravningerne, hvilket indbefatter lægeinstrumenter, syredskaber og pilgrimstegn. Der er også et udvalg af detektorfund fra området omkring Æbelholt, hvilket bl.a. inkluderer en præsts segl.
Museet har også en klosterhave med knap 100 forskellige middelalderlige lægeplanter. Haven blev anlagt i 1957 som en rekonstruktion af klosterhaven i St. Gallen i Schweiz.

## Æbelholt Klostermarked
Fra gammel tid afholdt man to-ugers marked ved klosteret fra d. 16. juni, som var helliget Sankt Vilhelm, der var Abbed på klostret, som han oprettede i 1176. Siden 1998 har museet middelaldermarkedet Æbelholt Klostermarked i en weekend én gang om året.
|  | Denne artikel om en bygning eller et bygningsværk kan blive bedre, hvis der indsættes et (bedre) billede. Du kan hjælpe ved at afsøge Wikimedia Commons for et passende billede eller lægge et op på Wikimedia Commons med en af de tilladte licenser og indsætte det i artiklen. |

55°56′38″N 12°12′53″Ø / 55.9438°N 12.2148°Ø